# 吉田大朋
吉田 大朋（よしだ だいほう、1934年 - 2017年）は、パリやニューヨークを拠点に活動した日本のファッション写真家。全盛期には日本では「ファッションを撮れるのは、吉田大朋ただ一人」ともいわれ、世界のモードを日本へ伝える重要な役割を担った先駆的な写真家である。
女性を美しく撮る事を一番の美学、哲学として考えていた写真家でもあった。

## 経歴
- 1934年5月5日 - 東京に生まれる
- 1959年 - 準朝日広告賞を受賞し、広告写真家としてデビュー
- 1961年 - リチャード・ラトレッジ(アートディレクター)に認められ「ハイファッション」誌でファッション写真家デビュー
- 1965年 - パリに拠点を移し、日本人写真家として初めて「ELLE」と専属契約
- 1970年 - 「an・an」誌創刊号より海外ロケのファッション写真を多数発表。ファッションフォトグラファーの先駆的存在となる
- 1971年 - ニューヨークに拠点を移す。「an・an」誌と合同写真展開催、日本橋高島屋
- 1973年 - 全国カレンダー展で通産大臣賞受賞
- 1975年 - 再びパリへ。「VOGUE」誌、「VOGUE HOMMES」誌でファッション写真を多数発表

・1977年6月  作家池波正太郎氏を　パリ、リヨン、マルセイユ、ニース、ル・アーヴル、ドーヴィル　自ら車を運転して案内及び同行。(後に池波正太郎氏が執筆した「あるシネマディクトへの旅」「新しいもの古いもの」にその旅の詳細やエピソードが綴られる)
- 1979年 - 「巴里」写真集出版、文化出版局
- 1980年 - 「グレの世界」写真集出版、文化出版局
- 1981年 - 「LES FEMMES」写真展開催、銀座コダックフォトサロン
- 1981年 - 「地中海・夏の記憶」写真集出版、キヤノン販売・キヤノンクラブ
- 1982年 - 「吉田大朋と女たち」写真集出版、日本芸術出版社
- 1982年 - 「古都 京の四季」写真集出版、朝日新聞社
- 1983年 - 「古都 京の四季」写真展開催、ミノルタフォトギャラリー
- 1985年 - 「YOKOHAMA」写真集出版、横浜市庁
- 1986年 - 「YOKOHAMA」写真展開催、横浜高島屋
- 1987年 - 1993年 - ファッション、広告、ヌード、パリ風景などの作品を発表
- 2000年 - 「東・京・都・市」写真展開催、銀座ニコンサロン
- 2001年まで東京綜合写真専門学校講師を務める
- 2017年2月9日 - 写真集「JAPANESE DANDY MONOCHROME」掲載モデルとして撮影。
- 2017年2月10日 - 逝去、享年82歳

## 没後
- 2017年4月～5月 - 箱根写真美術館において、レクイエム吉田大朋「軽妙洒脱」写真展を開催
- 2018年 - 松屋銀座 特別室において「美の残像」写真展を開催
- 2018年7月2日～31日 - 神楽坂ワインバー「ルバイヤート」にて写真展示
- 2019年2月～4月15日 - 箱根写真美術館において「追想の巴里」写真展を開催
- 2022年2月10日～3月5日 - 西麻布ギャラリーEmにおいてメモリアル展「ノワール・エ・ブラン黒と白」モノクロームの写真展開催

## 吉田大朋にまつわるエピソード
1967年  ヨーロッパを放浪していた内田裕也氏がパリに来た時にその当時賑わっていたパリの老舗ジャズクラブ  クラブサンジェルマンなどを案内。内田氏が非常に感激してくれたと。
(吉田大朋 後日談)
気難しい性格ながら面倒見の良い優しい一面が垣間見える話である。

## 伝説の雑誌「NOW」が誕生した裏話
パリ在住中に訪れたル・マンのカフェで偶然出会ったVAN宣伝部の責任者であった石津祐介氏に、吉田自身が20代の頃から考えていた「日本に新しい男性の今までにない雑誌を作りたい」という夢を語り、日本に帰国後、VANと文化出版社との間で、話が纏まり、
1968年に創刊された伝説の雑誌「NOW」創刊
(この当時のエピソードは君塚太編著「原宿セントラルアパートを歩く」の中のオキシロー氏との対談に詳細が書かれている)
独創的な感覚を持ち、夢を実現させるためには邁進する吉田の性格を如実に表す話である。

## 映画にまつわる話
吉田が高校生であった1950年代は映画の全盛期でもあり、多い時で年間300本以上を観る程映画好きであった。特に洋画に深い影響を受けていた。
学校に自ら映画研究会をひとりで立ち上げ映画館に学割で観られるように交渉したり、階段下に部室をおき、映画の宣伝のポスターを制作したり。部員は吉田ただ一人であり、誰にも迎合しない姿勢がこの頃に既に確立していたと思われる。後に、美しい写真を撮る技術は全て「映画」から学んだという独自の美学を形成した下地にもなったエピソードでもある